# Romy Schneider

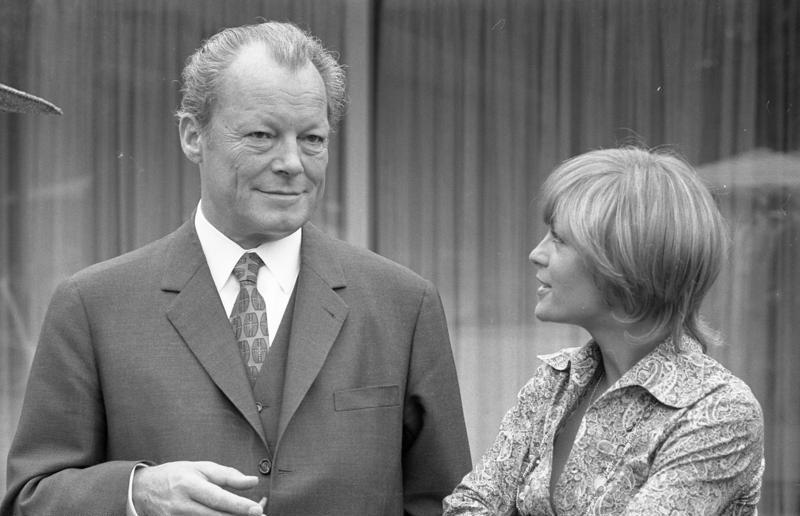
Romy Schneider och Västtysklands förbundskansler Willy Brandt, 1971.

Romy Schneider, egentligen Rosemarie Magdalena Albach-Retty, född 23 september 1938 i Wien, död 29 maj 1982 i Paris, var en tysk-fransk skådespelare, i huvudsak verksam i Österrike, Tyskland och Frankrike.

## Biografi
Romy Schneiders föräldrar var scen- och filmaktören Wolf Albach-Retty och filmstjärnan Magda Schneider. Romy Schneider blev redan som tonåring berömd för sin roll som Sissi i filmerna om drottning Elisabeth av Österrike-Ungern; Sissi (1955), Sissi – den unga kejsarinnan (1956) och Sissi – älskad kejsarinna (1957). I vuxen ålder fick hon framgång i mogna roller, såsom i Det ljuva lättsinnet (1962) och i Orson Welles Processen (1962).
I början av 1960-talet hade hon en romans med Alain Delon, som dock övergav henne. Istället gifte hon sig 1966 i det första av två äktenskap med den tyske skådespelaren Harry Meyen. Äktenskapet slutade i skilsmässa 1975. Meyen tog sitt liv 1979 genom hängning. I äktenskapet föddes en son, David Haubenstock. Han avled 1981, 14 år gammal. Detta skedde efter att han blev spetsad då han försökte klättra över ett staket till sin styvfars hem. Schneider kom aldrig över denna händelse. Hon avled 1982 av hjärtstillestånd.

## Filmografi i urval
- 1954 – Första valsen
- 1955 – Sissi
- 1956 – Sissi – den unga kejsarinnan
- 1957 – Sissi – älskad kejsarinna
- 1958 – Die Halbzarte
- 1960 – Het sol (ej krediterad)
- 1962 – Det ljuva lättsinnet (Boccaccio '70)
- 1962 – Processen
- 1963 – Kardinalen
- 1964 – Har ni sett maken
- 1965 – Hej, pussycat
- 1966 – Triple Cross
- 1969 – Bassängen
- 1970 – Det bittra ljuva livet
- 1971 – Fall på eget grepp
- 1972 – César och Rosalie
- 1972 – Mordet på Trotskij
- 1973 – Ludwig
- 1974 – Bli rik och ligga med flickor
- 1975 – Oskuld med smutsiga händer
- 1975 – Dubbelbössan
- 1979 – Stunder av lycka